# Friedrich Lenz (Nationalökonom)
Friedrich Lenz (* 8. Dezember 1885 in Marburg an der Lahn; † 2. Oktober 1968 in Bonn) war ein deutscher Nationalökonom und Mitbegründer der „Arbeitsgemeinschaft zum Studium der sowjetrussischen Planwirtschaft“ (Arplan).

## Leben
Friedrich Lenz war ein Sohn des Historikers Max Lenz. Zu seiner Verwandtschaft gehörte auch Max Planck. Nach dem Studium in Lausanne, Bonn, München und Berlin promovierte er in Berlin 1909 zum Dr. iur. und 1912 zum Dr. phil. Er wurde, wie schon sein Vater, im Wintersemester 1905/06 Mitglied im Bonner Kreis. Nach seiner Habilitation bei Gustav v. Schmoller war er ab 1912 als Hochschullehrer an der TH Braunschweig tätig und von 1919 bis 1933 an der Ludwigs-Universität Gießen. Er war ein Mitbegründer der Friedrich List–Gesellschaft.
1929 promovierte Arvid Harnack bei ihm. Mit Harnack und Georg Mayer zusammen gründete er 1931 als Verstetigung seines Doktoranden-Colloquiums die Arbeitsgemeinschaft zum Studium der sowjetrussischen Planwirtschaft (Arplan).
Ab 1933 war er laut eigenen biographischen Angaben zum „Studienaufenthalt“ in Italien und England, auch in den USA, wo er an der American University in Washington, DC den M.A. erwarb. Lenz war damit in einer Art „verschleierter Emigration“ während der Zeit des Nationalsozialismus.
1947 wurde er Direktor des Instituts für Volkswirtschaft und Statistik an der Universität Berlin im sowjetisch verwalteten Sektor. 1948 gab er diese Position auf, ging aber nicht an die Freie Universität Berlin wie viele andere von der SED-Politik enttäuschte Hochschullehrer, sondern an die neu gegründete Hochschule für Arbeit, Politik und Wirtschaft in Wilhelmshaven. Diese wurde Anfang der 1960er Jahre in die Göttinger Universität eingegliedert.
In zweiter Ehe war Lenz seit 1939 mit einer ehemaligen Schülerin, der Sozialpolitikerin Margarete Oevel-Falk, verheiratet.

## Werke (Auswahl)
- Die Geschichte des Bankhauses Gebrüder Schickler. Berlin 1912.
- Agrarlehre und Agrarpolitik der deutschen Romantik. Berlin 1912. Neudruck Scientia-Verlag, Aalen 1979.
- Ist Deutschlands Krieg ein Wirtschaftskrieg? Paetel, Berlin 1915.
- Macht und Wirtschaft. Bruckmann, München 1916.
- Staat und Marxismus. Cotta, Stuttgart 1921. 2. Auflage. 1923. Neudruck Scientia-Verlag, Aalen 1980 (online)
- Die deutschen Vergeltungsmaßnahmen im Wirtschaftskrieg. K. Schroeder, Bonn 1924.
- Aufriß der politischen Ökonomie. J.G. Cotta’sche Buchh., Stuttgart 1927.
- Friedrich List, die ‚Vulgärökonomie‘ und Karl Marx. G. Fischer, Jena 1930.
- Der Youngplan, die Kirchen und die Sowjetunion. Der Vorkämpfer, Krefeld 1930 (nationalrevolutionäres Pamphlet).
- Gründungsbericht über die Arbeitsgemeinschaft zum Studium der sowjetrussischen Planwirtschaft. 1931. Erneut in: Wirtschaftsplanung und Planwirtschaft (1948)
- Die Bedeutung der Sowjetunion für eine deutsche Ostpolitik. In: Der Nahe Osten. Band 23, 1932.
- Friedrich List, der Mann und das Werk. Oldenbourg, München 1936. Neudruck mit einem Vorwort von Gottfried Eisermann, Scientia-Verlag, Aalen 1970.
- Friedrich List und Großdeutschland. Lühe, Leipzig 1938.
- Politik und Rüstung der Vereinigten Staaten. Lühe, Leipzig 1942.
- Die Krisis des Kapitalismus in den Vereinigten Staaten. Kohlhammer, Stuttgart 1944.
- Die Vereinigten Staaten im Aufstieg zur Weltmacht. Deutsche Verlags-Anstalt, Stuttgart 1946.
- Friedrich List und die deutsche Einheit (1789–1846). Deutsche Verlags-Anstalt, Stuttgart 1946.
- In memoriam Arvid Harnack. In: Aufbau. Nr. 12, 1946. Erneut in: Wirtschaftsplanung und Planwirtschaft. (1948)
- Wirtschaftsplanung und Planwirtschaft. Akademie-Verlag, Berlin 1948.
- Politische Ökonomie in unserer Zeit. Mohr (Siebeck), Tübingen 1958.
- Friedrich List als politischer Publizist. Heymann, Berlin 1958.
- Gesellschaft in Geschichte und Gegenwart. Duncker & Humblot, Berlin  1961.
- Weltwirtschaft im Umbruch. Blick und Bild Verlag für politische Bildung, Velbert 1964.
- Friedrich List's Staats- und Gesellschaftslehre. Luchterhand, Neuwied 1967.
- Beiträge zur Wirtschafts- und Gesellschaftsgestaltung. Friedrich Lenz (Herausgeber). Duncker & Humblot, Berlin 1968.
- Deutsche Mitteleuropa-Pläne [1960]. Steinschulte, Wiesbaden-Amöneburg 1999.